# KBS순천방송국
KBS순천방송국(KBS順天放送局)은 전남 동부 지역을 대상으로 하는 KBS 광주방송총국 소속 산하의 지역국이다.

## 연혁
- 1957년 10월 1일 여수방송국 개국
- 1965년 11월 20일 순천중계소 개소
- 1968년 4월 8일 신월송신소 개소
- 1971년 4월 14일 망운산중계소 개소
- 1975년 12월 30일 고흥중계소 개소
- 1976년 7월 1일 순천중계소 → 순천방송국으로 전환
- 1978년 11월 23일 : 국제전기통신연합 ITU가 AM 주파수 간격을 10kHz에서 9kHz로 변경함에 따라 순천중계소(580KHz → 576KHz), 고흥중계소 (1490KHz → 1485KHz)주파수 변경
- 1981년 3월 16일 순천방송국 1R → 2R 전환
- 1982년 3월 4일 : KBS순천 제1라디오 FM으로 수신가능, 잡음이 전혀 없는 표준FM(스테레오가 아닌 모노)으로도 동시에 방송
- 1987년 9월 1일 순천방송국 신사옥 및 송신소 준공
- 1990년 11월 8일 여수방송국 신축청사 완공
- 1992년 8월 20일 순천 TVR 이설 (천황산→남산)
- 1994년 8월 22일 여수방송국 제1TV 로컬방송 개시
- 1995년 2월 23일 순천 자체 TV로컬뉴스 제작, 송출
- 1996년 12월 31일 구봉산TVR 준공
- 2003년 11월 5일 순천방송국 제2라디오 FM 개국(2R→제 3R 사랑의 소리방송 전환)
- 2004년 11월 1일 여수.순천국 통합(지역국 기능 조정)
- 2005년 5월 1일 제2라디오 로컬 방송 폐지, 주파수 광주방송총국으로 흡수
- 2006년 9월 12일 1,2 교육 DTV개국(망운산)
- 2006년 9월 14일 방장산 M/W 중계소 개국
- 2010년 12월 15일 망운산송신소 DMB 개국
- 2012년 10월 30일 아날로그 TV방송 종료
- 2013년 6월 12일 DTV 채널 재배치
- 2020년 5월 23일 신월송신소 임시 휴지(~2022년 5월 30일)

## 방송 송출 시설망

### TV
- 1TV
  - 호출부호 : HLCY-DTV
  - 가상채널 : 9-1

| 송신소          | HD       | HD       | HD    | 송신소 위치                         |
| 송신소          | 물리채널 | 물리채널 | 출력  | 송신소 위치                         |
| 송신소          | 1TV      | 2TV      | 출력  | 송신소 위치                         |
| --------------- | -------- | -------- | ----- | ----------------------------------- |
| 구봉산 중계소   | CH 32    | CH 21    | 90W   | 전남 여수시 여서동 산163-4          |
| 여수 중계소     | CH 14    | CH 34    | 2W    | 전남 여수시 봉산동 427-5            |
| 문수 중계소     | CH 22    | CH 28    | 10W   | 전남 여수시 문수동 산54             |
| 쌍봉 중계소     | CH 19    | CH 30    | 20W   | 전남 여수시 소라면 봉두리 산47      |
| 남면 중계소     | CH 30    | CH 34    | 20W   | 전남 여수시 남면 두라리 산27-1      |
| 심장 중계소     | CH 19    | CH 40    | 5W    | 전남 여수시 남면 심장리 산198-1     |
| 남산 중계소     | CH 34    | CH 40    | 90W   | 전남 순천시 덕월동 1198-1           |
| 서면 소출력     | CH 34    | CH 40    | 0.05W | 전남 순천시 서면 동산리             |
| 구봉화산 중계소 | CH 18    | CH 33    | 10W   | 전남 광양시 성황동 산228            |
| 옥룡 소출력     | CH 34    | CH 40    | 0.05W | 전남 광양시 옥룡면 운평리           |
| 쌍암 중계소     | CH 19    | CH 27    | 5W    | 전남 순천시 승주읍 신성리 638       |
| 외서 중계소     | CH 30    | CH 31    | 5W    | 전남 순천시 송광면 대흥리 산155-1   |
| 아미 중계소     | CH 25    | CH 26    | 10W   | 전남 곡성군 목사동면 신전리 산132-1 |
| 벌교 중계소     | CH 27    | CH 29    | 20W   | 전남 보성군 벌교읍 벌교리 산3-1     |
| 방장산 중계소   | CH 25    | CH 28    | 20W   | 전남 보성군 조성면 동촌리 850-6     |
| 고흥 중계소     | CH 27    | CH 41    | 20W   | 전남 고흥군 고흥읍 옥하리 산1-14    |
| 풍양 중계소     | CH 20    | CH 48    | 5W    | 전남 고흥군 풍양면 송정리 산129-1   |
| 녹동 중계소     | CH 21    | CH 29    | 20W   | 전남 고흥군 도양읍 용정리 산68      |
| 도화 중계소     | CH 22    | CH 41    | 20W   | 전남 고흥군 도화면 사덕리 산69      |
| 포두 중계소     | CH 21    | CH 31    | 5W    | 전남 고흥군 포두면 옥강리 산1411-10 |
| 남성 중계소     | CH 19    | CH 27    | 5W    | 전남 고흥군 포두면 남성리 산250     |
| 봉래 중계소     | CH 34    | CH 40    | 5W    | 전남 고흥군 봉래면 예네리 산212-14  |
| 삼산 중계소     | CH 21    | CH 30    | 5W    | 전남 여수시 삼산면 서도리 산133     |

아날로그TV
- 1TV
  - 호출부호 : HLCY-TV
- 2TV

| 송신소        | 채널  | 채널  | 출력        | 송신소 위치                       |
| 송신소        | 1TV   | 2TV   | 출력        | 송신소 위치                       |
| ------------- | ----- | ----- | ----------- | --------------------------------- |
| 망운산 송신소 | CH 4  | CH 24 | 10kW / 30kW | 경남 남해군 서면 연죽리 1404      |
| 구봉산 중계소 | CH 50 | CH 33 | 500W        | 전남 여수시 여서동 산163-4        |
| 문수 중계소   | CH 19 | CH 54 | 50W         | 전남 여수시 문수동 산54           |
| 여수 중계소   | CH 36 | CH 39 | 10W         | 전남 여수시 봉산동 427-5          |
| 호명 중계소   | CH 39 | CH 56 | 10W         | 전남 여수시 호명동 산251          |
| 남면 중계소   | CH 53 | CH 21 | 100W        | 전남 여수시 남면 두라리 산27-2    |
| 심장 중계소   | CH 36 | CH 41 | 10W         | 전남 여수시 남면 심장리 산198-1   |
| 쌍봉 중계소   | CH 58 | CH 41 | 100W        | 전남 여수시 소라면 봉두리 산47    |
| 남산 중계소   | CH 10 | CH 13 | 500W        | 전남 순천시 덕월동 1198-1         |
| 쌍암 중계소   | CH 33 | CH 39 | 10W         | 전남 순천시 승주읍 신성리 638     |
| 벌교 중계소   | CH 55 | CH 47 | 100W        | 전남 보성군 벌교읍 벌교리 산3-1   |
| 조성 중계소   | CH 13 | CH 52 | 10W / 100W  | 전남 고흥군 대서면 남정리 산53    |
| 고흥 중계소   | CH 6  | CH 47 | 10W / 100W  | 전남 고흥군 고흥읍 호형리 산10-12 |
| 풍양 중계소   | CH 5  | CH 33 | 1W / 10W    | 전남 고흥군 풍양면 송정리 산109   |
| 녹동 중계소   | CH 58 | CH 45 | 100W        | 전남 고흥군 도양읍 소록리 산54    |
| 도화 중계소   | CH 22 | CH 52 | 100W        | 전남 고흥군 도화면 당오리 산113   |
| 포두 중계소   | CH 27 | CH 33 | 10W         | 전남 고흥군 포두면 옥강리 산311   |
| 남성 중계소   | CH 9  | CH 19 | 10W 100W    | 전남 고흥군 포두면 남성리 산250   |
| 봉래 중계소   | CH 58 | CH 33 | 10W         | 전남 고흥군 봉래면 신금리 산409-8 |
| 삼산 중계소   | CH 26 | CH 50 | 10W         | 전남 여수시 삼산면 덕촌리 산151   |

### 라디오
| KBS순천 제1라디오 | KBS순천 제1라디오 | KBS순천 제1라디오 | KBS순천 제1라디오 | KBS순천 제1라디오               | KBS순천 제1라디오 |
| 송신소            | 주파수            | 출력              | 호출부호          | 송신소 위치                     | 방송구역 |
| ----------------- | ----------------- | ----------------- | ----------------- | ------------------------------- | --- |
| 망운산 송신소     | FM 95.7MHz        | 1kW               | HLCY-SFM          | 경남 남해군 서면 연죽리 1404    | 여수시 일원, 순천시 일부, 광양시 일부, 고흥군 일부, 경남 남해군 일부, 하동군 일부, 진주시 일부, 사천시 일부, 거창군 일부, 산청군 일부, 고성군 일부  |
| 남산 중계소       | FM 88.7MHz        | 500W              | HLCY-SFM          | 전남 순천시 덕월동 산115-2      | 순천시 일원, 광양시 일부, 여수시 일부, 고흥군 일부                                                                                                  |
| KBS광주 제2라디오 |                   |                   |                   |                                 | |
| 송신소            | 주파수            | 출력              | 호출부호          | 송신소 위치                     | 방송구역 |
| 남산 중계소       | FM 102.7MHz       | 1kW               | HLAA-SFM          | 전남 순천시 덕월동 1198-1       | 순천시 일원, 광양시 일부, 여수시 일부, 고흥군 일부                                                                                                  |
| 구봉산 중계소     | FM 100.9MHz       | 500W              | HLAA-SFM          | 전남 여수시 여서동 산163-3      | 여수시 일원, 순천시 일부, 광양시 일부, 고흥군 일부                                                                                                  |
| 고흥 중계소       | FM 106.7MHz       | 10W               | HLAA-SFM          | 전남 고흥군 고흥읍 남계리 산57  | 고흥군 일원 |
| KBS 제3라디오     |                   |                   |                   |                                 | |
| 송신소            | 주파수            | 출력              | 호출부호          | 송신소 위치                     | 방송구역 |
| 순천 송신소       | AM 576kHz         | 10kW              | HLKZ              | 전남 순천시 해룡면 대안리 974-2 | 순천시 일원, 광양시 일부, 여수시 일부, 고흥군 일부                                                                                                  |
| KBS광주 음악FM    |                   |                   |                   |                                 | |
| 송신소            | 주파수            | 출력              | 호출부호          | 송신소 위치                     | 방송구역 |
| 망운산 송신소     | FM 94.5MHz        | 3kW               | HLCY-FM           | 경남 남해군 서면 연죽리 1404    | 여수시 일원, 순천시 일부, 광양시 일부, 고흥군 일부, 경남 남해군 일부, 하동군 일부, 진주시 일부, 사천시 일부, 거창군, 일부, 산청군 일부, 고성군 일부 |

## 라디오 시보 멘트
- 한국인의 중심채널 KBS 제1라디오가 잠시 후 OO시를 알려드립니다. AM 630KHz FM 88.7MHz FM 95.7MHz KBS순천 제1라디오입니다. HLCY

## 제작 프로그램

### 라디오 프로그램
| 뉴스프로그램명              | 방송시간         | 편성시간                | 진행                      |
| --------------------------- | ---------------- | ----------------------- | ------------------------- |
| KBS 제1라디오 9시 뉴스      | 평일 5분         | 오전 9시 ~ 9시 5분      | 최유라 리포터/윤형혁 기자 |
| KBS 제1라디오 정오종합뉴스  | 평일 5분         | 낮 12시 15분~ 12시 20분 | 황윤진                    |
| KBS 제1라디오 오후 5시 뉴스 | 평일 5분         | 오후 5시 ~ 5시 5분      | 황윤진                    |
| KBS 제1라디오 오후 6시 뉴스 | 주말, 공휴일 5분 | 저녁 6시 ~ 6시 5분      | 광주 수중계               |

- 시사초점, 전남 동부입니다(평일,28분)(진행 윤형혁, 최유라)
- 라디오 상담실(평일,35분)(진행 최유라)
- 행복충전, 라디오세상(평일,53분)(진행 황윤진, 김희지)

## 아나운서
- 황윤진

## 전직 아나운서
- 조승학  : 전 YTN 아나운서
- 손혜원  : 전 KBS전주방송총국 아나운서
- 임정섭  : (2017) 현 KBS광주방송총국 아나운서
- 이경수  : 전 KBS광주방송총국 아나운서
- 서상기  : 전 KBS광주방송총국 아나운서
- 김종식  : 퇴사
- 위영미 : 전 KBS광주방송총국 아나운서
- 임진숙 : 현 KBS광주방송총국 아나운서
- 김한별 : 전 KBS광주방송총국 아나운서, 현 프리랜서 방송인
- 김형철 : 전 KBS전주방송총국, 현 KBS대전방송총국 아나운서
- 채윤아 : 현 KBS광주방송총국 아나운서
- 이윤선 : 전 MBC경남 아나운서, 현 스피치 대표
- 공진희 : 전 대구MBC 기상캐스터 (2013~2016.9), 현 퇴사
- 정은아 : 현 KBS광주방송총국 아나운서
- 변정연 : (2016~2017), 현 원주MBC 아나운서
- 강은이 : 전 KBS광주방송총국 아나운서
- 이주희 : (2017~2020.2) 현 퇴사
- 봉주선 : (2017.7~2019.6)
- 최명순 : (1979~2016)  (2018.10~2019.9 프리랜서)
- 김다은 : (2019.7~2022.6)
- 조해린 : (2022~2023) 현 연합뉴스TV 아나운서
- 송나영 : (2023~2024) 현 안동MBC 아나운서